# Loam
Loam, stiliserat LOAM[uttal saknas], är en svensk musiker, sångare-låtskrivare och musikproducent.

## Musikkarriär
Loam uppträder ofta i en svart papperspåse som täcker ansiktet, och har inte gått ut med sitt namn offentligt.
Loam fick större uppmärksamhet 2021 när han släppte låten "Medvetslös". Den hade i april 2022 spelats över tolv miljoner gånger på Spotify.  Musikvideon hade över en halv miljon visningar på Youtube i november 2022.

## Diskografi
| Datum | Titel                    | Sverigetopplistan |
| ----- | ------------------------ | ----------------- |
| 2021  | "Dö för dig"             | –                 |
| 2021  | "Kom hit"                | –                 |
| 2021  | "Naken"                  | –                 |
| 2021  | "Allt står still"        | –                 |
| 2021  | "Drömmer"                | –                 |
| 2021  | "Friendzone"             | –                 |
| 2021  | "Påminner om dig"        | –                 |
| 2021  | "Fuck U"                 | –                 |
| 2021  | "MEDVETSLÖS"             | 4                 |
| 2022  | "FUCK MITT EKS"          | 13                |
| 2022  | "FRÅN BÖRJAN"            | 99                |
| 2022  | "TOXIC"                  | –                 |
| 2022  | "OSKYLDIG"               | 41                |
| 2022  | "JAG HATAR DIG"          | –                 |
| 2022  | "FAKKA UR" (med ADAAM)   | 1                 |
| 2022  | "F*CKED UP!"             | 10                |
| 2022  | "ENSAM (feat. estraden)" | 11                |
| 2023  | "JA HOPPAS"              | 19                |